# Rua 15 de Novembro
La rúa 15 de Noviembre (en portugués: Rua 15 de Novembro), es una calle ubicada en el distrito de Sé, centro histórico de la ciudad de São Paulo, Brasil. En la actualidad es una vía peatonal y en ella se encuentra la Bolsa de Valores de São Paulo. 
En los alrededores de la vía se encuentran algunos de los hitos turísticos más importantes de la ciudad como son el Pátio do Colégio, la Praça da Sé, la Catedral de Sé, el edificio Altino Arantes y el edificio Martinelli.

## Historia

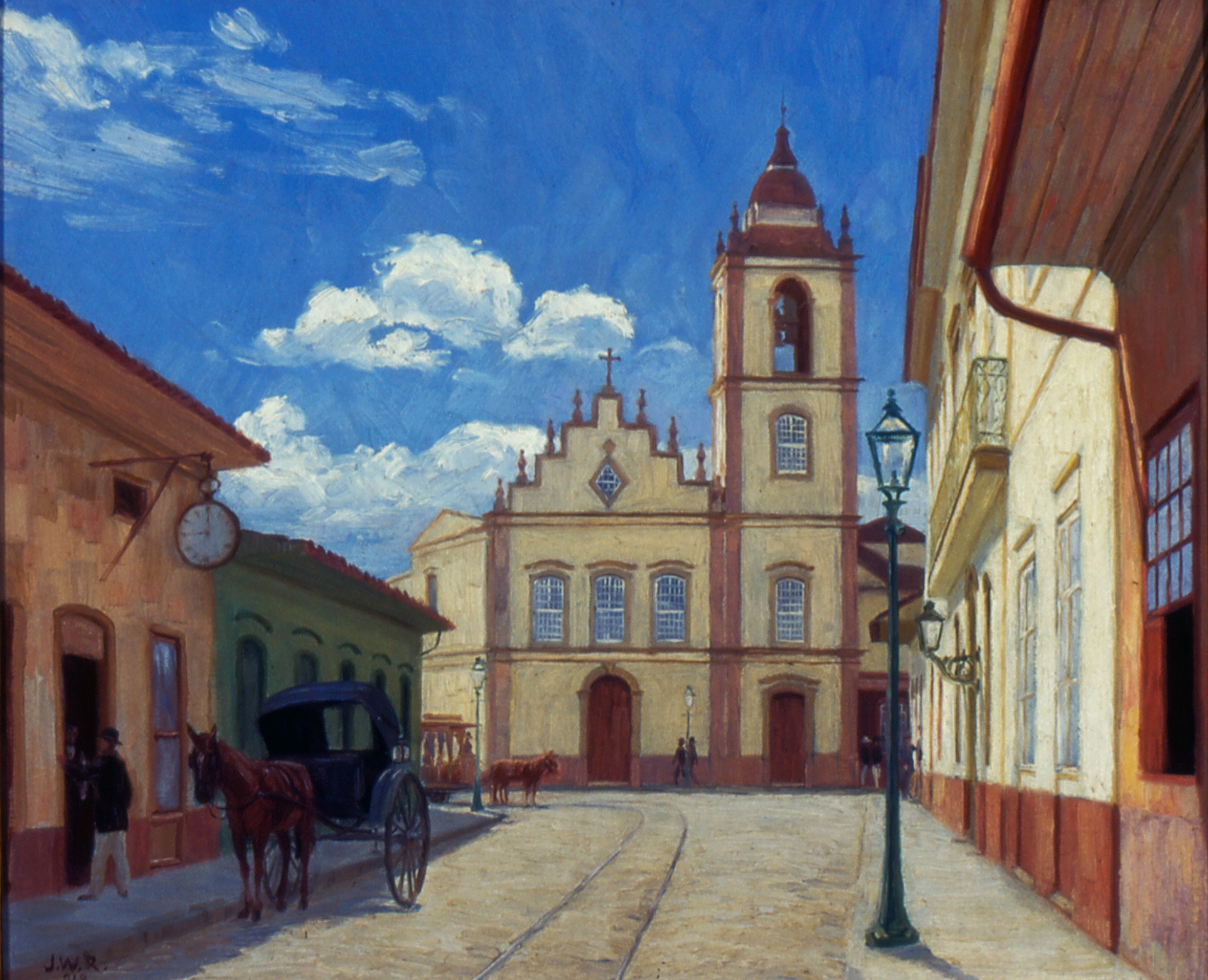
Antigua Rua do Rosário (actual rúa 15 de Noviembre) en 1918. José Wasth Rodrigues, óleo sobre tela, Museo Paulista de la USP.

Esta calle se originó como una vía de comunicación entre el Pátio do Colégio y el Largo de São Bento a inicios de la urbanización de la ciudad de São Paulo. Durante el siglo XVII se la documentó como Rua de Manuel Paes Linhares. Al siglo siguiente se le puso el nombre de Rua do Rosário en honor de la Iglesia de Nuestra Señora del Rosario de los Hombres Negros. Ya en el siglo XIX se le cambió nuevamente el nombre a rua Imperatriz en homenaje a la familia imperial que visitaba la ciudad en esa época permaneciendo así hasta la Proclamación de la República, cuando tomó su nombre actual, en referencia a la fecha en que sucedió ese evento.

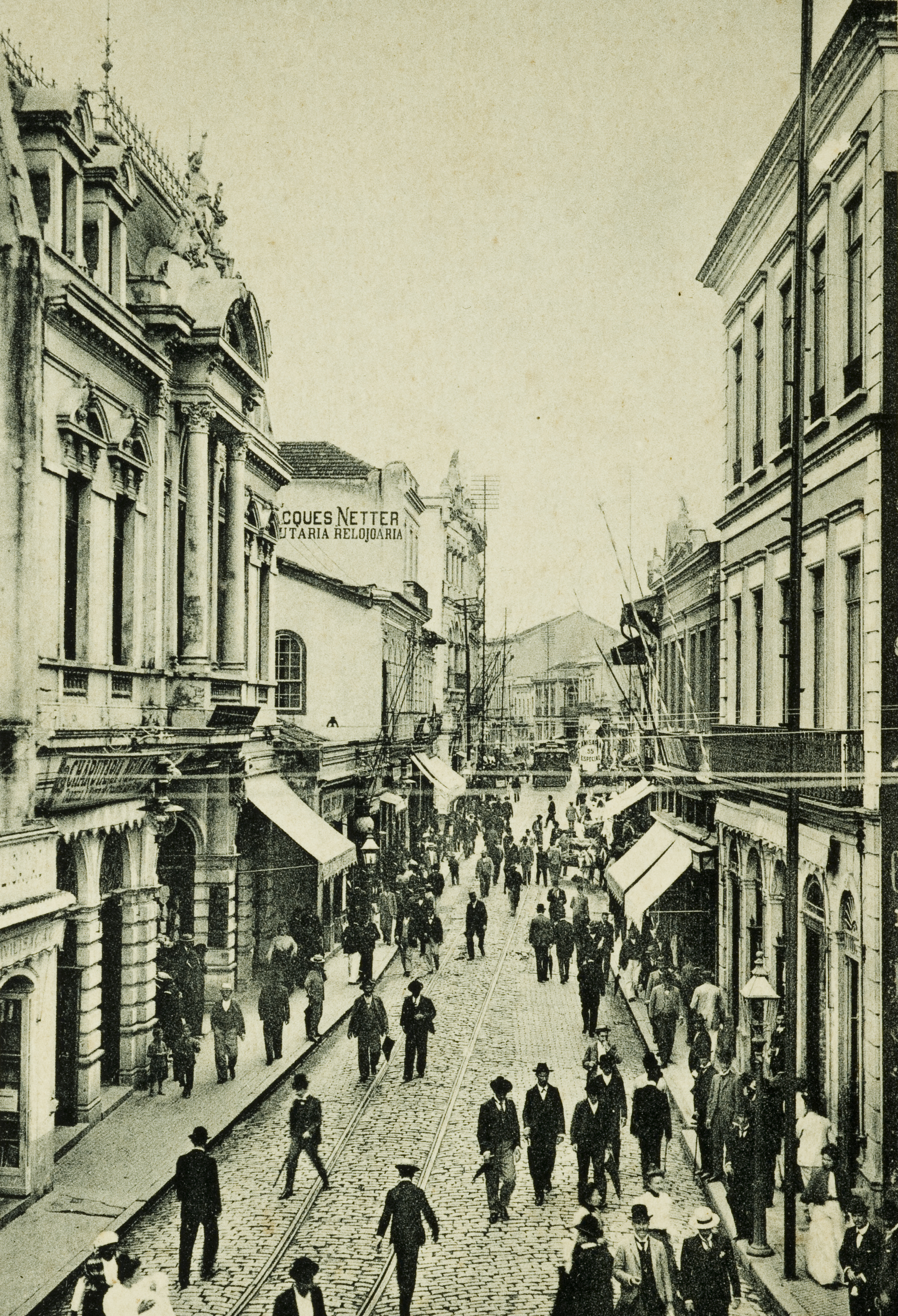
Rua 15 de Noviembre a inicios del, por Guilherme Gaensly.

A inicios del siglo XX era considerada la calle más "chic" de la ciudad donde se ubicaban los principales bancos además de tiendas y cafeterías sofisticadas. En esa época formaba, junto con las calles Direita y São Bento, lo que terminó siendo conocido como el "triângulo" y que era el corazón de la ciudad. Fue en esta región donde estaban los principales bancos, comercios, redacciones de periódicos, hoteles, restaurantes, teatros, Era nesta região onde estavam os principais bancos, comércios, redações de jornais, hotéis, restaurantes, teatros, tiendas de delicatessen y por donde caminaban políticos, periodistas y hombres de negocio, extranjeros y mujeres bonitas.